# 北陸鉄道金名線

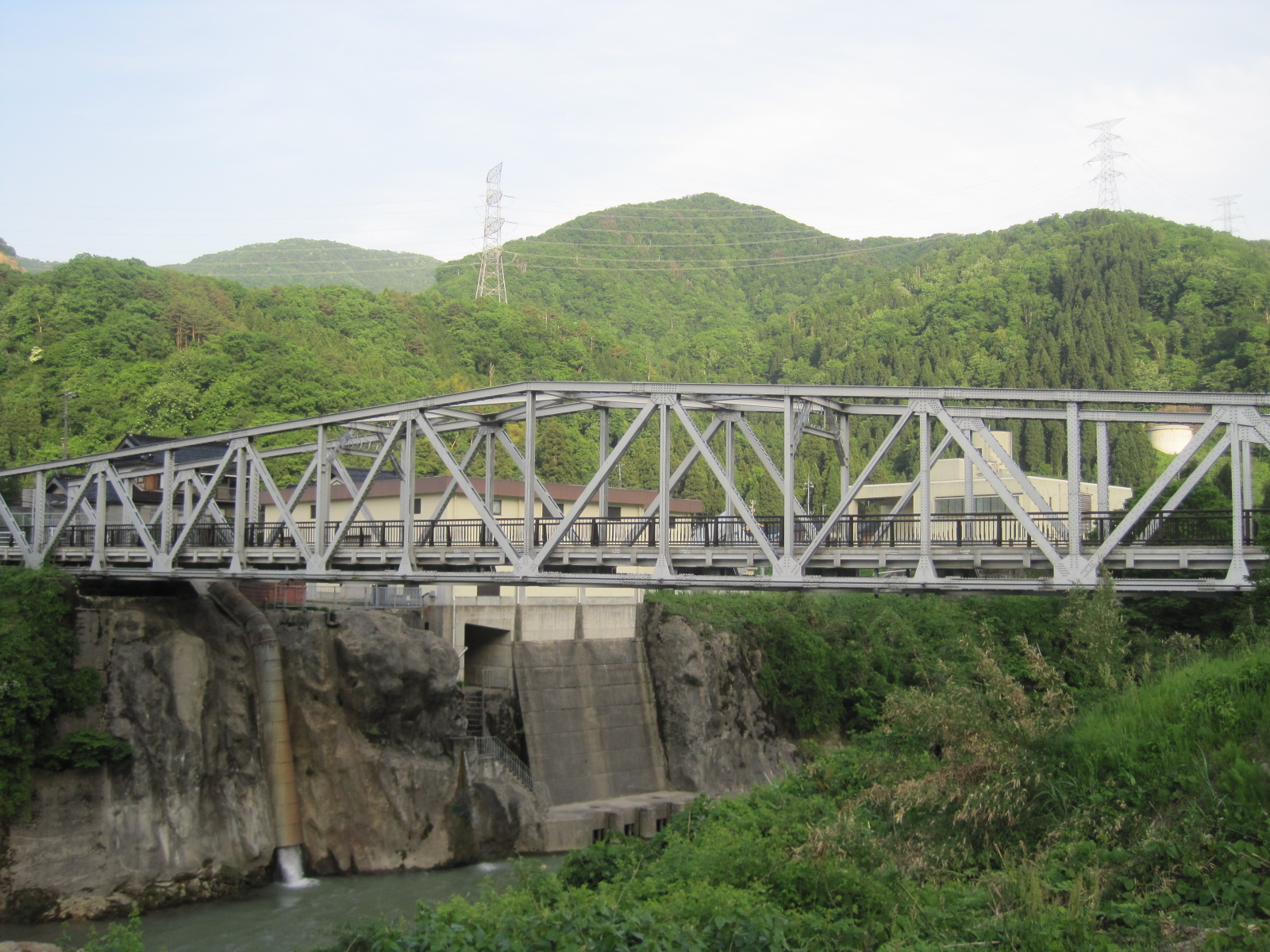
北陸鉄道金名線の一部だった手取川橋梁は、廃線後に同じ場所で架け替えられ自転車専用橋の金名橋となっている。

金名線（きんめいせん）は、現在の石川県白山市南部を通り、旧石川郡鶴来町の加賀一の宮駅から旧鳥越村の白山下駅までを結んでいた北陸鉄道の鉄道路線。1984年休止、1987年廃止。

## 路線データ
- 路線距離（営業キロ）：16.8km
- 軌間：1067mm
- 駅数：14駅（起終点駅含む）
- 複線区間：なし（全線単線）
- 電化区間：全線（直流600V）

## 歴史
開業当時は軽便鉄道で、沿線住民からは「ポッポ汽車」と呼ばれ親しまれた。1931年（昭和6年）にガソリンカーを導入し、1949年（昭和24年）に電化した。
両白山地を越えて金沢と名古屋を結ぼうという壮大な構想をもとに建設され、建設・開業時の運営会社名や路線名は金沢の「金」と名古屋の「名」を合わせて付けられた。ただし、構想では、現在の白山白川郷ホワイトロードと同様のコースを通って岐阜県に入り、白鳥村で当時建設が進められていた越美南線に接続するものとし、名古屋まで自社の路線を建設するものではなかった。また、名古屋方面への延伸には莫大な建設費用がかかることもネックになっていた。
沿線で運送業を経営していた小堀定信（1888 - 1964）の出資により1925年（大正14年）に金名鉄道が設立され、資金切れになっても鶴来や金沢からの協力者が現れることを期待して白山下側から着工し1926年に開業した。そのため廃止されるまで正式な起点は白山下駅だった。小堀定信は金名鉄道の建設に多額の資金を投入し、一時破産直前にまで追い込まれた。負債圧縮のため、開業して間もなく鶴来 - 神社前2.0kmを金沢電気軌道に売却している。なお、この区間は北陸鉄道石川線の一部（鶴来 - 加賀一の宮）として存続していたが、2009年（平成21年）11月1日付で廃線となった。
金沢へは北陸鉄道石川線の前身である金沢電気軌道と接続することで到達できたが、白鳥および名古屋方面へは多額の建設費を要することから免許申請が却下され、白山下駅より先に延伸することができなかった。
その後、戦時統合により北陸鉄道の金名線となる。しかし、沿線の過疎化や並行道路の整備が進み1970年代以降利用者が減少した。1970年（昭和45年）4月1日からは昼間の運行を中止しバスで代替していた。昭和45年度の輸送人員が55万1000人だったものが昭和58年度には21万3000人まで減少していき恒常的な赤字路線となっていた。1983年（昭和58年）10月31日、豪雨により大日川 - 下野間の大日川橋梁の橋脚周囲の岩盤が崩壊し、大日川 - 白山下間の運行を休止しバス代行になった。1984年（昭和59年）3月11日に復旧したが、同年12月12日朝の運行開始前の点検で手取中島 - 広瀬間の手取川橋梁の橋台を支持する岩盤が風化しておりさらに橋台水中部の洗堀による浸食が激しく危険な状態となっていることが判明し、その日の始発より全線で運休、全面バス代行となった。
結局そのまま復旧することなく、またさよなら列車が運転されることもなく、1987年（昭和62年）4月29日付で廃線となった。

### 年表
- 1925年（大正14年）
  - 5月8日 金名鉄道起業者小堀定信に対し鉄道免許状下付（石川郡鶴来町-能美郡鳥越村間 動力電気）[8]
  - 12月22日 小堀定信所属の鉄道敷設権を金名鉄道に譲渡許可[9]
  - 12月25日 金名鉄道株式会社設立[10]
- 1926年（大正15年）
  - 2月1日 金名鉄道が白山下 - 加賀広瀬（後の広瀬）間を開業[11]。
  - 12月24日 金名鉄道が白山下 - 八幡間の地方鉄道延長線敷設免許を申請。後に日付はそのままで、終点を白鳥に変更して再提出。しかし、「全線が大難な工事にして莫大なる建設費を要し、到底収支相償わず、事業成功の見込み無し、目下の交通状態では敷設の必要は無し」の旨を理由として却下される（却下日日付不明）[5]。
- 1927年（昭和2年）
  - 6月12日 加賀広瀬 - 神社前（後の加賀一の宮）間の開業により全通[12]。
  - 12月28日 神社前 - 鶴来町（現在の鶴来）間が開業[13]。金沢電気軌道に接続。
- 1929年（昭和4年）3月11日 鶴来 - 神社前間を金沢電気軌道に譲渡。鶴来町駅を鶴来駅に統合。
- 1931年（昭和6年）7月3日 瓦斯倫動力併用[10]
- 1937年（昭和12年）12月8日 神社前駅を加賀一の宮駅に改称。
- 1943年（昭和18年）10月13日 （旧）北陸鉄道・金石電気鉄道・温泉電軌・金名鉄道・能登鉄道ほかが合併して北陸鉄道設立。同社の金名線となる。
- 1949年（昭和24年）12月6日 全線電化[14]。
- 1955年（昭和30年）4月29日 急行「手取号」運転開始[14]。
- 1970年（昭和45年）4月1日 昼間時間帯の列車運行休止。朝夕のみの運転となる[14]。
- 1971年（昭和46年）10月11日 貨物営業廃止[14]。
- 1983年（昭和58年）10月31日 大日川橋梁破損のため大日川 - 白山下間が不通。
- 1984年（昭和59年）
  - 3月11日 大日川 - 白山下間復旧。
  - 12月12日 全線休止[1]。
- 1987年（昭和62年）
  - 4月17日 運輸省に廃止申請[7]。
  - 4月29日 全線廃止[7]。

## 沿線地域への影響
金名鉄道の開通は以下のような影響を及ぼし白山麓一帯に大変革をもたらした。開通25周年の1949年、小堀定信の胸像が地域住民有志によって白山下駅前に建立された。
- 手取川東岸の河内-吉野谷-尾口-白峰が二級国道157号金沢岐阜線で結ばれていたものが、対岸の鳥越は当時郡道（1960年から石川県道）・村道が通るのみ（1993年に一般国道360号が通るようになった）であったが、同線の開通により交通の近代化が促進された。
- 手取峡谷の観光開発が進んだ。
- 服部・河合鉱山の陶石、白山麓の木材が同線を通じ広く各地へ送り出された。
- 同線を利用する河内・吉野谷村民のため、両村と鳥越を結ぶ橋梁の整備が進められた。
- 能美郡に属していた鳥越村が、1949年に石川郡に編入するきっかけとなった（「鳥越村#沿革」の項参照のこと）。

## 運行形態
早朝の一部の列車を除いて石川線の白菊町駅または野町駅（石川県金沢市）まで直通していた。
金名線が全線非電化だった頃は加賀一の宮 - 白山下間に限られた運転であり、1949年（昭和24年）6月21日ダイヤ改正時から石川線と能美線の直通運転が原則とされたことで鶴来 - 加賀一の宮間が折り返し運転となり、金名線各駅から金沢市内へ出るには加賀一の宮駅と鶴来駅で2回乗り換えを要した。1949年12月6日の金名線全線電化後も原則として石川線 - 能美線直通が続いたことでしばらくは鶴来折り返し（広瀬駅に車庫があった頃は同駅を始発・終着としていた列車があった）が続いたが、1959年（昭和34年）9月の時点では白菊町・野町直通列車が設定されていた。この時点では白菊町 - 白山下間は約60分間隔で運転されていた。
昭和40年代に服部駅・下吉谷駅の行き違い設備を撤去して釜清水駅のみで上下列車の行き違いを行うダイヤとし、1970年（昭和45年）4月1日から列車本数が削減されて6-10時と15-21時のみの運転となり、昼間の時間帯はバスによる輸送を行っていた。

## 駅一覧
全駅石川県に所在。駅名および所在地は廃止時点のもの。現在は全域が白山市。
| 駅名         | 駅間キロ | 営業キロ | 接続路線         | 所在地 | 所在地 |
| ------------ | -------- | -------- | ---------------- | ------ | ------ |
| 加賀一の宮駅 | -        | 0.0      | 北陸鉄道：石川線 | 石川郡 | 鶴来町 |
| 手取中島駅   | 2.7      | 2.7      |                  | 石川郡 | 鶴来町 |
| 広瀬駅       | 0.3      | 3.0      |                  | 石川郡 | 鳥越村 |
| 瀬木野駅     | 1.5      | 4.5      |                  | 石川郡 | 鳥越村 |
| 服部駅       | 0.5      | 5.0      |                  | 石川郡 | 鳥越村 |
| 加賀河合駅   | 0.8      | 5.8      |                  | 石川郡 | 鳥越村 |
| 大日川駅     | 0.8      | 6.6      |                  | 石川郡 | 鳥越村 |
| 下野駅       | 0.8      | 7.4      |                  | 石川郡 | 鳥越村 |
| 手取温泉駅   | 1.1      | 8.5      |                  | 石川郡 | 鳥越村 |
| 釜清水駅     | 1.1      | 9.6      |                  | 石川郡 | 鳥越村 |
| 下吉谷駅     | 2.9      | 12.5     |                  | 石川郡 | 鳥越村 |
| 西佐良駅     | 1.6      | 14.1     |                  | 石川郡 | 鳥越村 |
| 三ツ屋野駅   | 1.2      | 15.3     |                  | 石川郡 | 鳥越村 |
| 白山下駅     | 1.5      | 16.8     |                  | 石川郡 | 鳥越村 |

## 輸送・収支実績
| 年度 | 乗客（人） | 貨物量（トン） | 営業収入（円） | 営業費（円） | 益金（円） | その他益金（円）   | その他損金（円）         | 支払利子（円） |
| ---- | ---------- | -------------- | -------------- | ------------ | ---------- | ------------------ | ------------------------ | -------------- |
| 1926 | 90,501     | 6,075          | 40,087         | 22,803       | 17,284     |                    |                          | 9,955          |
| 1927 | 106,830    | 7,973          | 50,167         | 41,210       | 8,957      |                    |                          | 879            |
| 1928 | 145,024    | 14,502         | 66,615         | 53,315       | 13,300     |                    |                          | 14,978         |
| 1929 | 130,163    | 5,413          | 45,096         | 42,085       | 3,011      | 鉄道譲渡益金49,300 |                          | 52,345         |
| 1930 | 119,288    | 4,084          | 37,804         | 34,589       | 3,215      |                    |                          | 12,063         |
| 1931 | 100,555    | 2,967          | 31,160         | 28,773       | 2,387      |                    |                          | 12,855         |
| 1932 | 96,080     | 2,362          | 29,444         | 22,405       | 7,039      |                    |                          | 11,746         |
| 1933 | 99,159     | 4,695          | 33,344         | 26,667       | 6,677      |                    |                          | 26,188         |
| 1934 | 91,003     | 6,572          | 32,062         | 30,690       | 1,372      |                    | 雑損償却金9,013          | 21,498         |
| 1935 | 109,704    | 11,116         | 41,763         | 39,893       | 1,870      | 債務免除9,242      | 雑損償却金3,708温泉4,782 | 10,474         |
| 1936 | 99,841     | 8,635          | 36,255         | 34,519       | 1,736      |                    |                          | 10,554         |
| 1937 | 119,154    | 15,653         | 50,167         | 41,210       | 8,957      |                    | 雑損8,661                | 879            |
| 1939 | 158,544    | 10,526         |                |              |            |                    |                          |                |
| 1941 | 210,800    | 10,106         |                |              |            |                    |                          |                |

- 鉄道統計資料、鉄道統計各年度版

## 金名鉄道延長計画線
白山下 - 白鳥間の延長線敷設免許を申請するにあたり、金名鉄道は予測平面図を用意していた。それによるとその総延長は50マイル28チェーン（約81km）で、約33‰の急勾配が連続する山岳路線を想定していた。そのルートと計画は、まず、白山下駅から手取川を渡って尾添川の谷に入って進み、瀬戸駅、尾添駅、中宮温泉の至近の蛇谷沿いの中宮駅、蛇谷と枝谷との合流点辺りの白山登山口駅を経て、妙法山の下を「妙宝山隧道」で抜けて岐阜県に入り、庄川支流の荒谷から庄川沿いに出て南下、白川村内に保木脇駅、平瀬駅、萩町駅を、続いて荘川村（現・高山市）内に中野駅、牧戸駅、猿丸駅を設置。そこからは一色川沿いに南下して鷲ヶ岳と見当山の中間辺りの山をトンネルで抜けて高鷲村（現・郡上市）に入り、鷲見川沿いに下って高鷲村内に鷲見駅、大鷲駅、続いて長良川沿いに下り、北濃村（後の白鳥町→郡上市）内に歩岐島駅、二日町駅の各駅を設置、そして上保村（後の白鳥町→郡上市）に入って白鳥駅に至っていた。

### 計画されていた駅一覧
マイル数について、小数点以下の数字はチェーン。白山下 - 瀬戸間の2.15は「2マイル15チェーン」（2M15ch）。
| 駅名                   | 白山下駅 からのマイル | 所在地 （当計画の申請当時のもの） | 所在地 （当計画の申請当時のもの） |
| ---------------------- | --------------------- | --------------------------------- | --------------------------------- |
| 白山下駅               | -                     | 石川県                            | 能美郡鳥越村                      |
| 瀬戸駅（停留場）       | 2.15                  | 石川県                            | 能美郡尾口村                      |
| 尾添駅（停車場）       | 4.52                  | 石川県                            | 能美郡尾口村                      |
| 中宮駅（停留場）       | 9.10                  | 石川県                            | 石川郡吉野谷村                    |
| 白山登山口駅（停留場） | 12.72                 | 石川県                            | 石川郡吉野谷村                    |
| 保木脇駅（停留場）     | 18.12                 | 岐阜県                            | 大野郡白川村                      |
| 平瀬駅（停留場）       | 21.36                 | 岐阜県                            | 大野郡白川村                      |
| 萩町駅（停留場）       | 26.03                 | 岐阜県                            | 大野郡白川村                      |
| 中野駅（停留場）       | 28.24                 | 岐阜県                            | 大野郡荘川村                      |
| 牧戸駅（停車場）       | 30.70                 | 岐阜県                            | 大野郡荘川村                      |
| 猿丸駅（停留場）       | 32.70                 | 岐阜県                            | 大野郡荘川村                      |
| 鷲見駅（停留場）       | 39.47                 | 岐阜県                            | 郡上郡高鷲村                      |
| 大鷲駅（停車場）       | 43.40                 | 岐阜県                            | 郡上郡高鷲村                      |
| 歩岐島駅（停車場）     | 46.10                 | 岐阜県                            | 郡上郡北濃村                      |
| 二日町駅（停車場）     | 48.13                 | 岐阜県                            | 郡上郡北濃村                      |
| 白鳥駅（停車場）       | 50.28                 | 岐阜県                            | 郡上郡上保村                      |